# Ortholomus
Ortholomus is een geslacht van wantsen uit de familie bodemwantsen (Lygaeidae). Het geslacht werd voor het eerst wetenschappelijk beschreven door Stål in 1872.

## Soorten
Het genus bevat de volgende soorten:

- Ortholomus batui J.L. Li & Nonnaizab, 2004
- Ortholomus carinatus (Lindberg, 1932)
- Ortholomus jamaicensis (Dallas, 1852)
- Ortholomus jordani Hoberlandt, 1953
- Ortholomus punctipennis (Herrich-Schäffer, 1838)
- Ortholomus usingeri Ashlock, 1972